# Amanda Peterson
Phyllis Amanda Peterson (ur. 8 lipca 1971 w Greeley, zm. 3 lipca 2015 tamże) – amerykańska aktorka.
Laureatka Young Artist Award za rolę Sunny Sisk w serialu telewizyjnym NBC A Year in the Life (1987–88) w kategorii najlepsza młoda aktorka w serialu telewizyjnym.

## Życiorys

### Wczesne lata
Urodziła się w Greeley w  Kolorado jako najmłodsza z trójki dzieci Sylvii i lekarza otorynolaryngologa Jamesa Hilla Petersonów. Dorastała z siostrą Ann-Marie i bratem Jimmym.

### Kariera
Mając 11 lat debiutowała jako tancerka w ekranizacji musicalu Thomasa Meehana i komiksu Harolda Graya Annie (1982) w reżyserii Johna Hustona z udziałem Alberta Finneya, Carol Burnett, Tima Curry’ego i Bernadette Peters. Na szklanym ekranie po raz pierwszy wystąpiła w roli Elizabeth w jednym z odcinków serialu NBC Ojciec Murphy (Father Murphy, 1982) z Merlinem Olsenem oraz Srebrne łyżki (Silver Spoons, 1982). Rozpoznawalność zyskała dzięki roli cheerleaderki Cynthii „Cindy” Mancini w komedii romantycznej Nie kupisz miłości (Can’t Buy Me Love, 1987) u boku Patricka Dempseya, z którym pojawiła się na okładkach magazynów dla nastolatek, takich jak „Tiger Beat” czy „Teen Beat”.
Znalazła się w obsadzie dramatu Wysłuchaj mnie (Listen to Me, 1989) obok Kirka Camerona, Jami Gertz i Roya Scheidera. Pojawiła się także jako Bernadette Callen w serialu ABC Doogie Howser, lekarz medycyny (Doogie Howser, M.D., 1990) z Neilem Patrickiem Harrisem.
W jej dorobku można znaleźć takie produkcje jak: Odkrywcy (Explorers, 1985) Joego Dantego z Ethanem Hawkiem i Riverem Phoenixem, thriller Fritza Kierscha Urok mordercy (Fatal Charm, 1990) z Christopherem Atkinsem, The Lawless Land (1988) z Xanderem Berkeleyem, a ostatnim filmem, w jakim wystąpiła był Szybki jak wiatr (WindRunner, 1994).
W 1994 porzuciła Hollywood.

## Życie prywatne
Była mężatką. Jej pierwszym mężem był Joseph Robert Skutvik. Potem zamieszkała w Napa Valley w Kalifornii, z drugim mężem, Davidem Hartleyem, ich synem Jonathanem i córką Katie.

### Śmierć
3 lipca 2015 zgłoszono zaginięcie Amandy Peterson, po tym jak jej rodzina zaniepokoiła się, gdy nie pojawiła się na zaplanowanej kolacji. Dwa dni później, 5 lipca, policja z Greeley w Kolorado znalazła ją martwą w jej mieszkaniu w wieku 43 lat. Choć drzwi jej mieszkania były otwarte, władze nie znalazły żadnych dowodów przestępstwa. Jej ojciec w rozmowie z portalem TZM.com przyznał, że „córka cierpiała na jakąś chorobę, a podczas snu zmagała się z bezdechem, co w ostateczności mogło doprowadzić do jej śmierci”. 
Sekcja zwłok zaplanowana została na 6 lipca przez koronera hrabstwa Weld, a jej wyniki opublikowano 2 września 2015. Badanie wykazało, że śmierć Peterson nastąpiła w wyniku przypadkowego przedawkowania leków. Niedawno przeszła histerektomię i przepisano jej gabapentynę w celu łagodzenia bólu. Ponadto przyjmowała morfinę, którą tydzień wcześniej otrzymała od przyjaciółki. Koroner przypisał jej śmierć niewydolności oddechowej wywołanej „efektem morfiny”.
Dwa miesiące po jej śmierci, w wywiadzie dla talk show The Doctors we wrześniu 2015, rodzina Peterson ujawniła, że została zgwałcona w wieku 15 lat i nie powiedziała o tym nawet swojej siostrze.